# Jean-Victor Traoré
Jean-Victor Traoré (Dakar, 20 giugno 1985) è un cestista burkinabé con cittadinanza francese.